# ラプソディ・オブ・ザ・シーズ
ラプソディ・オブ・ザ・シーズ（Rhapsody of the Seas）は、ロイヤル・カリビアン・インターナショナル（Royal Caribbean International）が運航するクルーズ客船。

## 概要
就航は1997年。客室は全部で1,126室あり、そのうちの663室が海側に面している。開閉式天井のガラス張りソラリウム、4層吹き抜けのアトリウム「セントラム」、2階建てのメインダイニング、船尾のロッククライミングウォール、古代エジプトをテーマにしたスパ&プールなど、ユニークな施設が多数あるクルーズ客船である。
初年度より西カリブ海クルーズに配船されていた。2007年12月からはロイヤルカリビアン初のアジア・太平洋横断クルーズに配船されて、日本にも2008年3月14日に那覇港に初入港し、その後長崎港、福岡港、神戸港、横浜港、鹿児島港など各地の主要港に寄港している。

## 船内施設

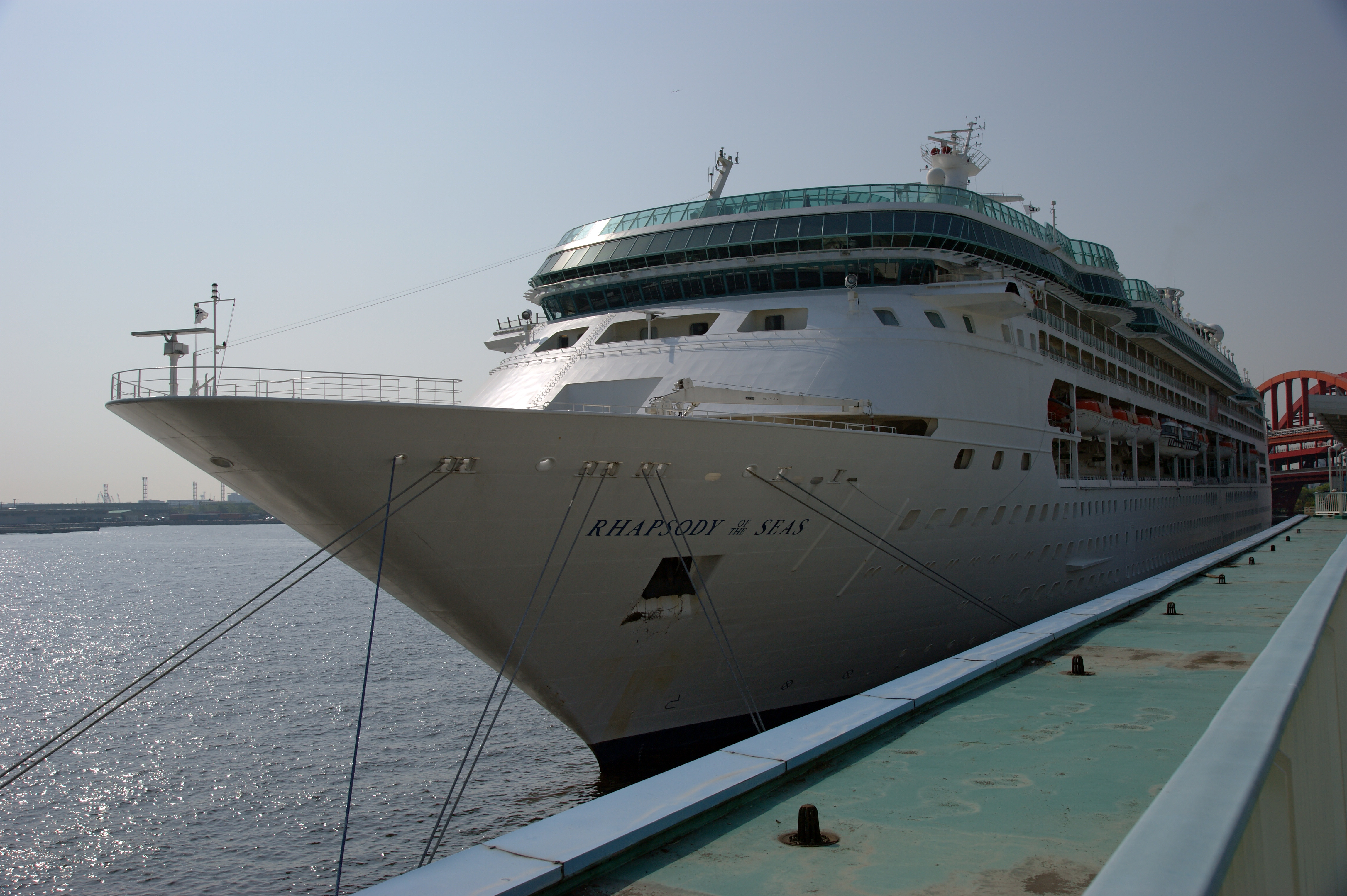
フロント／寄港地観光予約デスク
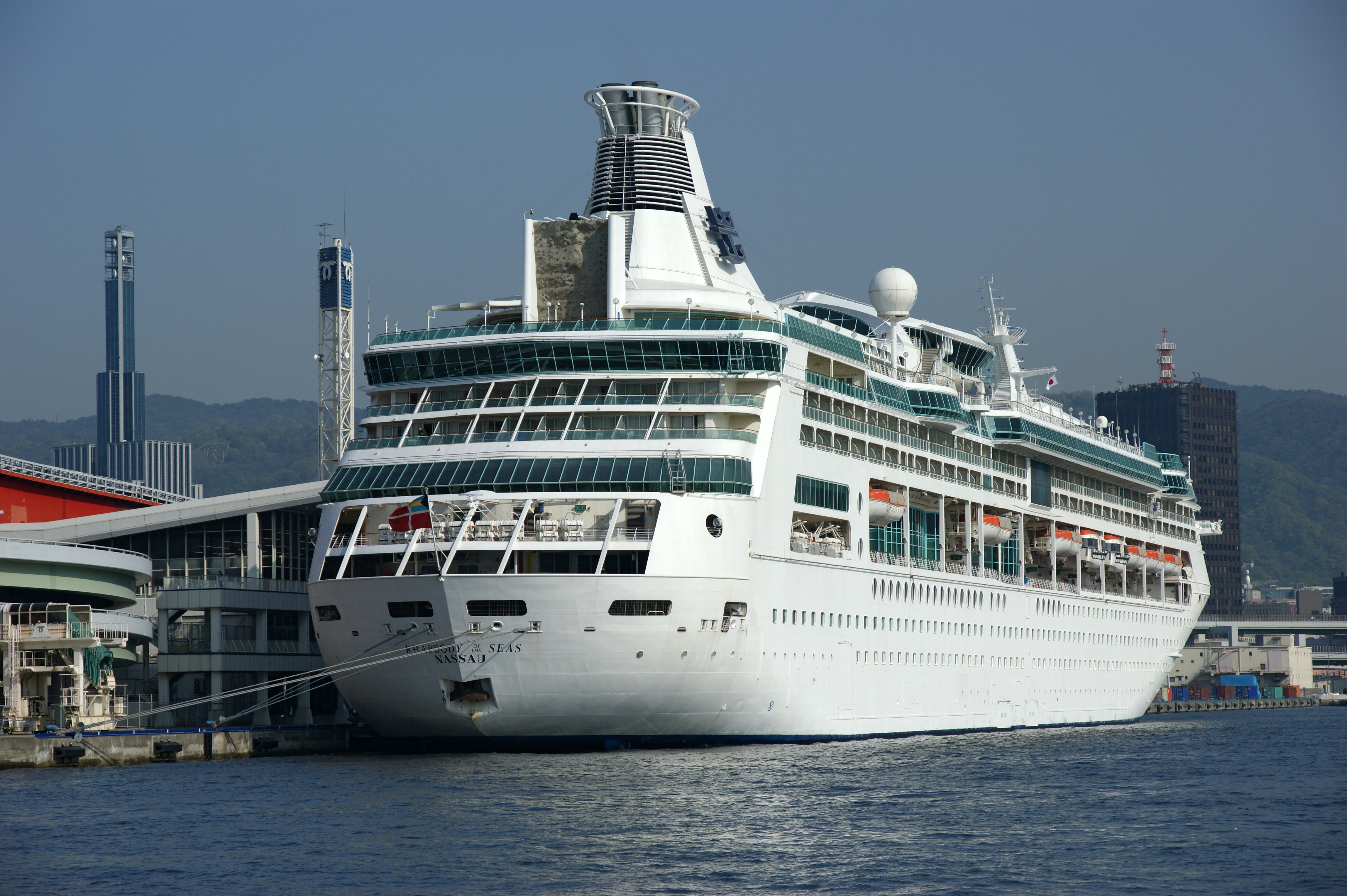
メインダイニング
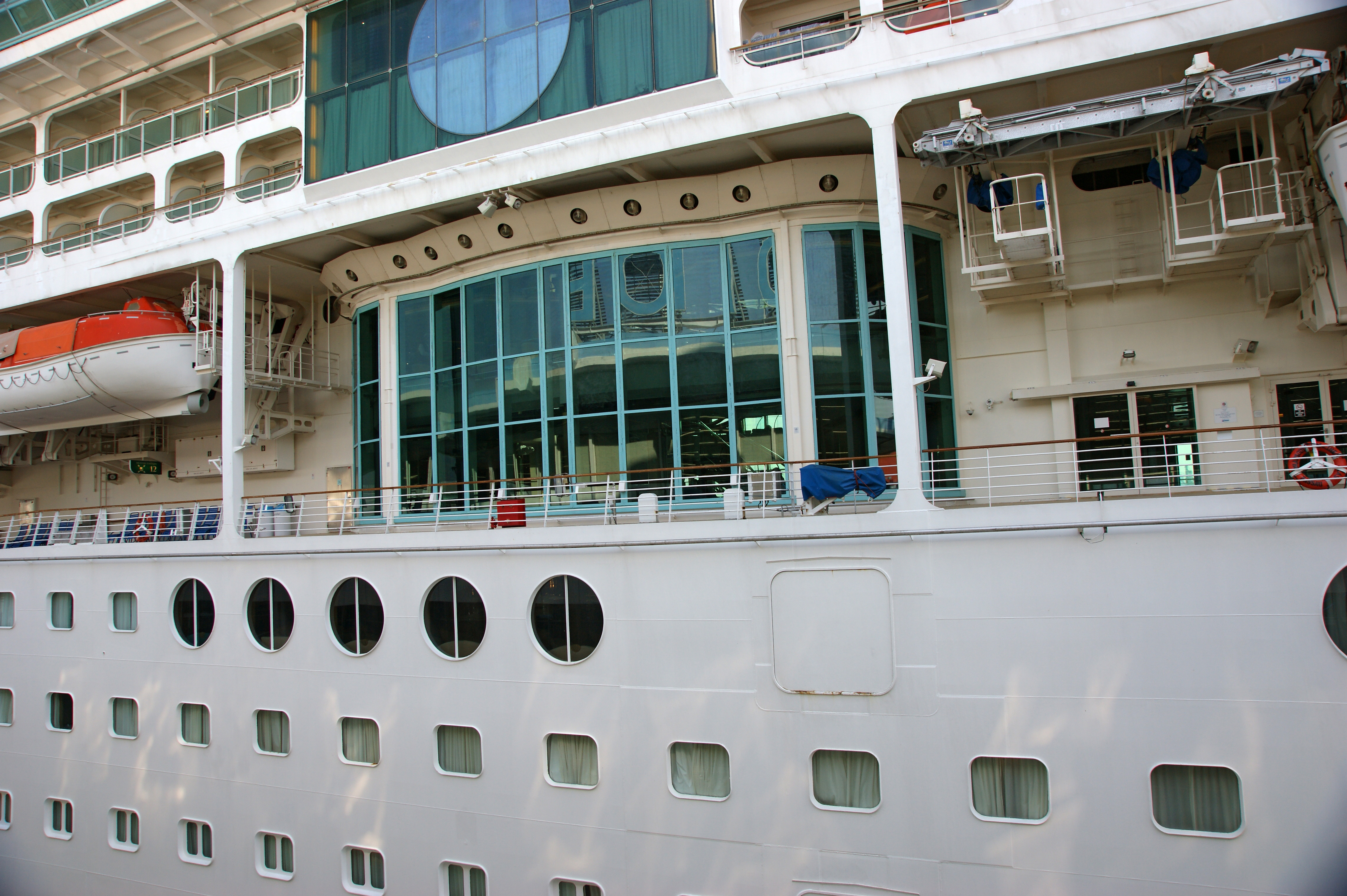
ビュッフェレストラン
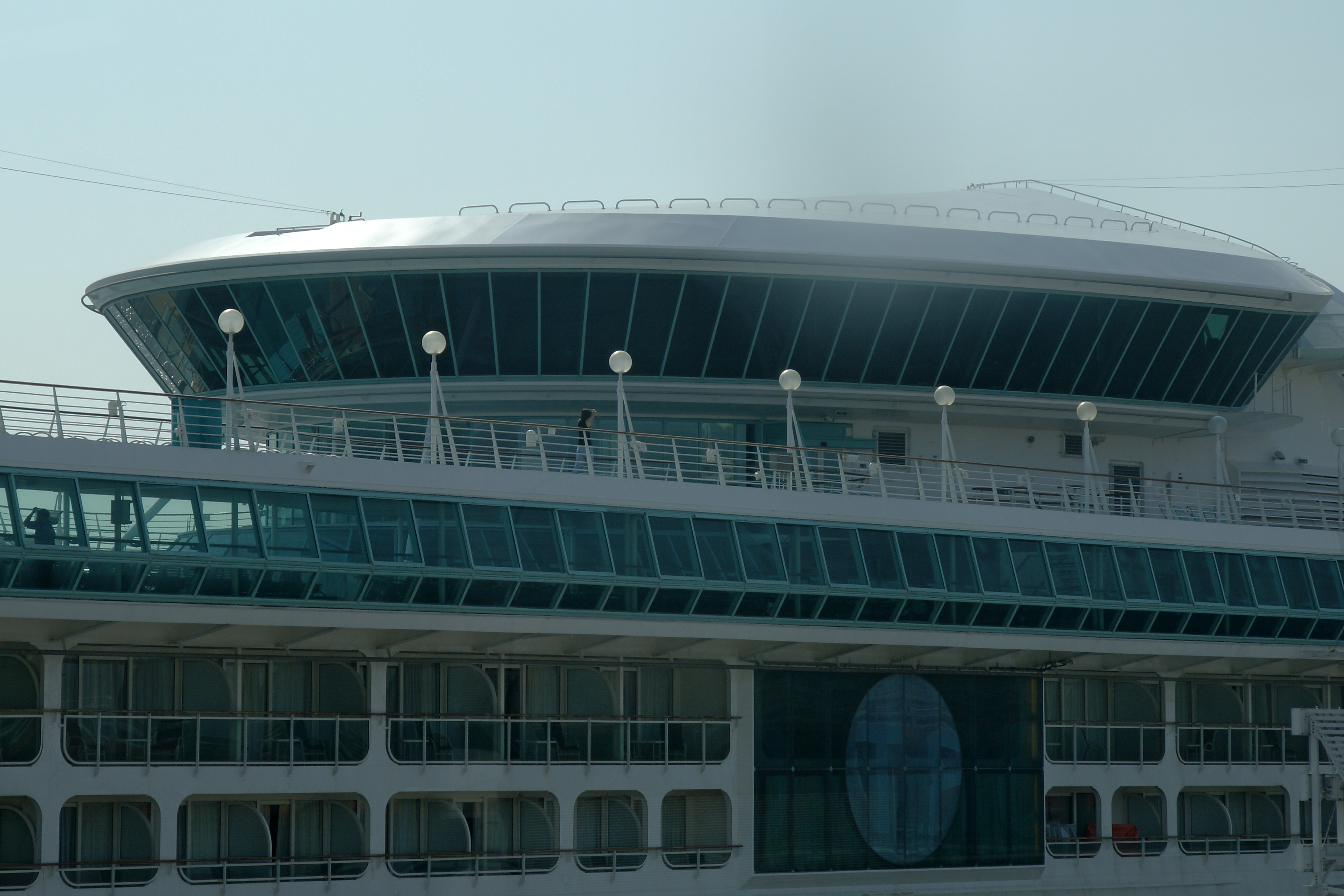
ソラリウム

- カフェ
- ラウンジ
- バー
- シアター
- カジノ
- プール
- ジャグジー
- スパ
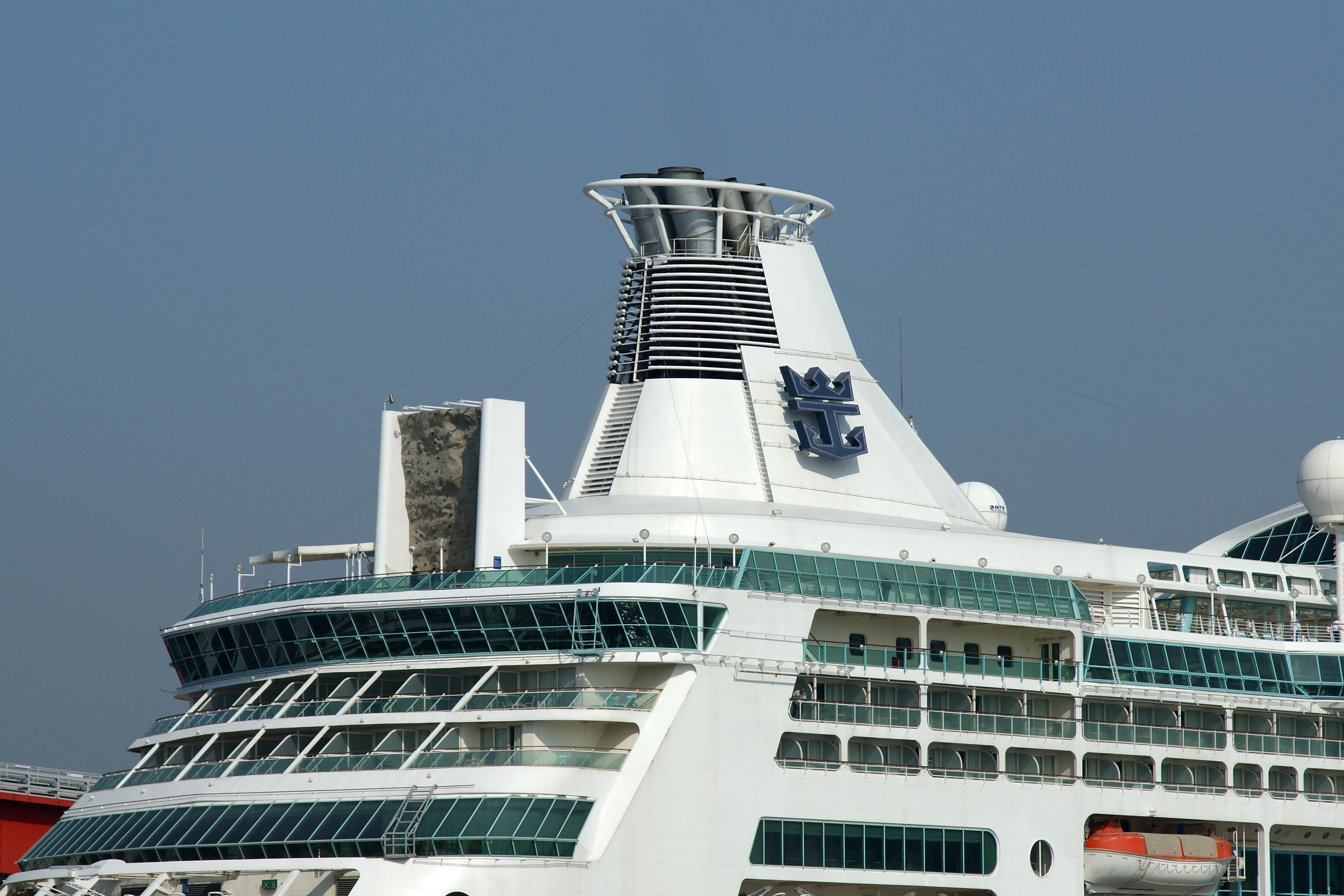
フィットネスセンター
- ジョギングトラック
- ロッククライミング用壁面
- お子様用施設
- ショップ・フォトギャラリー
- インターネットコーナー
- 図書室
- 会議室

- 船首
- 船尾
- セントラム
- ソラリウム
- ファンネル

## 客室

### スイート
- ロイヤルスイート (105.9m2+12.1m2)
- オーナーズスイート (48.5m2 + 10.7m2)
- ファミリースイート (43.0m2 + 5.1m2)
- グランドスイート (32.9m2 + 10.7m2)
- ジュニアスイート (22.3m2 + 5.9m2)

### 海側客室
- スーペリアバルコニー (18.1m2 + 3.8m2)
- ファミリー海側 (22.0m2)
- ラージ海側 (14.3m2)

### 内側客室
- スーペリア内側 (16.1m2)
- ラージ内側 (14.0m2)
- スタンダード内側 (12.5-13.3m2)